# Callopistria duplicans
Callopistria duplicans är en fjärilsart som beskrevs av Walker 1857. Callopistria duplicans ingår i släktet Callopistria och familjen nattflyn. Inga underarter finns listade i Catalogue of Life.